# Klocktrattkaktus
Klocktrattkaktus (Eriosyce bulbocalyx) är en art inom trattkaktussläktet och familjen kaktusväxter, som har sin naturliga utbredning i Argentina.

## Beskrivning
Klocktrattkaktus är en klotformad till cylindrisk kaktus som blir upp till 20 centimeter hög och från 8 till 12 centimeter i diameter. Den är uppdelad i 13 rundade åsar som blir 1 centimeter höga. Längs åsarna sitter kraftigt uppåtböjda taggar. Den har 5 till 8 centraltaggar och 8 till 12 radiärtaggar. Blommorna blir 2,5 centimeter långa och 2 centimeter i diameter. De är ljusgula eller ljusrosa. Frukten är ljusröd, 10 till 15 millimeter lång och 7,5 till 10 millimeter i diameter. 

## Synonymer
- Echinocactus bulbocalyx Werderm. 1937
- Pyrrhocactus bulbocalyx (Werderm.) Backeb. 1959
- Neoporteria bulbocalyx (Werderm.) Donald & G.D.Rowley 1966
- Pyrrhocactus dubius Backeb. 1935
- Neoporteria dubia (Backeb.) Donald & G.D.Rowley 1966
- Pyrrhocactus umadeave var. marayesensis Backeberg 1963, ogiltigt publicerad
- Pyrrhocactus marayesensis (Backeb.) J.G.Lambert 1993, ogiltigt publicerad